# Stakevtsi
Stakevtsi (bulgariska: Стакевци) är ett distrikt i Bulgarien.   Det ligger i kommunen Obsjtina Belogradtjik och regionen Vidin, i den västra delen av landet, 110 km nordväst om huvudstaden Sofia.
I omgivningarna runt Stakevtsi växer i huvudsak lövfällande lövskog. Runt Stakevtsi är det ganska glesbefolkat, med 34 invånare per kvadratkilometer.